# ウエスレアン・アルミニアン神学
ウェスレー・アルミニウス主義（ウェスレー・アールミニウスしゅぎ）、あるいはウェスレイアン=アールミニアン神学（ウェスレイアン=アールミニアンしんがく）は、基本的にはアールミニウス主義・神学の範疇に入るが、それを18世紀のジョン・ウェスレーが展開させたキリスト教の神学的潮流である。
ウェスレーの名が付せられるのは、ウェスレーによる展開において、幾つかの顕著な点が現れてきたからである。

## 「先行的恩寵」の概念の明確化
ウェスレーは、アダム以来の人類の「全的堕落」を説くことにおいて、ヤーコブス・アールミニウスより一層明確であった。「全的堕落」の教えにおいては、ジャン・カルヴァンの神学（カルヴァン主義）と、ウェスレーの神学との間に差は見受けられない。両者とも、人は生まれつきのままでは、神による福音のお召しに対して応答する能力を欠いていると理解する。この点において、カルヴァンもウェスレーも同じ土俵の上にあった。しかし一方、カルヴァンが神の選びの教理にその解決を求めたのに対して、ウェスレーは、キリストの贖罪の普遍性にその解決を見出した。カルヴァンは、神の聖定によって選ばれた者のみが救いに与り、キリストにあって義とせられるとした。ウェスレーは、すべての人はアダムの堕罪ゆえに全的に堕落しているが、キリストの磔刑上の死を通して、神の恵みはすべての人に注がれている。その恵みによって、人は恢復された自由意志を用いて、福音の召しに応ずることができるとした。この救い以前にすべての人に与えられた無償の恵みを、救いに先立つので「先行的恩寵」という。「全的堕落」の教理は「先行的恩寵」の教理と対にして説かれなければならない、とウェスレーは主張した。

## 限定的贖罪の否定
ウェスレーは、限定的贖罪という概念を承服することができなかった。ウェスレーにとって、そのように教えることは、ある人の滅びを、その人の責任ではなく、そのように定めた神の責任としてしまうこととなると考えたからである。キリストの十字架のみ業は、ウェスレーにとって、あくまで全人類のもので、救いの備えは全人類のためになされた。それを拒否して滅びに向かうのは、邪悪な人の自由意志の行使であって神の聖定によるのではないというのが、ウェスレーの聖書の理解であった（テモテへの第一の手紙 2:4）。ウェスレーの先祖は、イングランド国教会には所属せず、独立会派に属していた。しかしウェスレーは、当時のイングランドの独立会派の教職たちの多くが、ヨーロッパの改革派の影響の下にあって、強硬に限定贖罪説を説くことを憂えて、より穏健なイングランド国教会を選んだ経緯がある。

## 永久保全・聖徒の堅忍への反対
ウェスレーはまた聖徒の永遠堅持を否定した。ウェスレーにとって、聖書に見出される信仰からの堕落への警戒のことばの数々は、一度持った信仰を再び失う可能性を示すに十分な証拠であった。ウェスレーは、普通にそのアルミニウス主義によって正しい間違いの無い正統的な信仰の信者は信仰の恩寵によって神の力に守られ、脱落、または背教する必要性または必然性はないと語ったが、その若しもの可能性を否定することは可能では無いと理解した。